# Ровинари
Ровинари (рум. Rovinari) град је у југозападном делу Румуније, у историјској покрајини Влашка. Ровинари су трећи по важности град у округу Горж.
Ровинари су према последњем попису из 2002. имали 12.509 становника.
Ровинари су познати по ископавању угља, на основу чега је у раду подигнута и велика термоелектрана.

## Географија
Град Ровинари налази се у северном делу историјске покрајине Олтеније, западног дела Влашке, око 90 km северно до Крајове.
Ровинари се налазе у котлини реке Жију. Северно од града издижу се Карпати, а јужно се пружа бреговито подручје средишње Олтеније.

## Становништво
У односу на попис из 2002, број становника на попису из 2011. се смањио.
| 1992.  | 2002.  | 2011.  |
| ------ | ------ | ------ |
| 13.335 | 12.603 | 11.816 |

Румуни чине већину становништва Ровинара, а од мањина присутни су само Роми.